# أروماء
الأَرُومَاء (الاسم العلمي: Blastocladia) هو جنس من الفطريات يتبع الفصيلة الأرومية من رتبة الأروميات.